# Repicatalons eurasiàtic

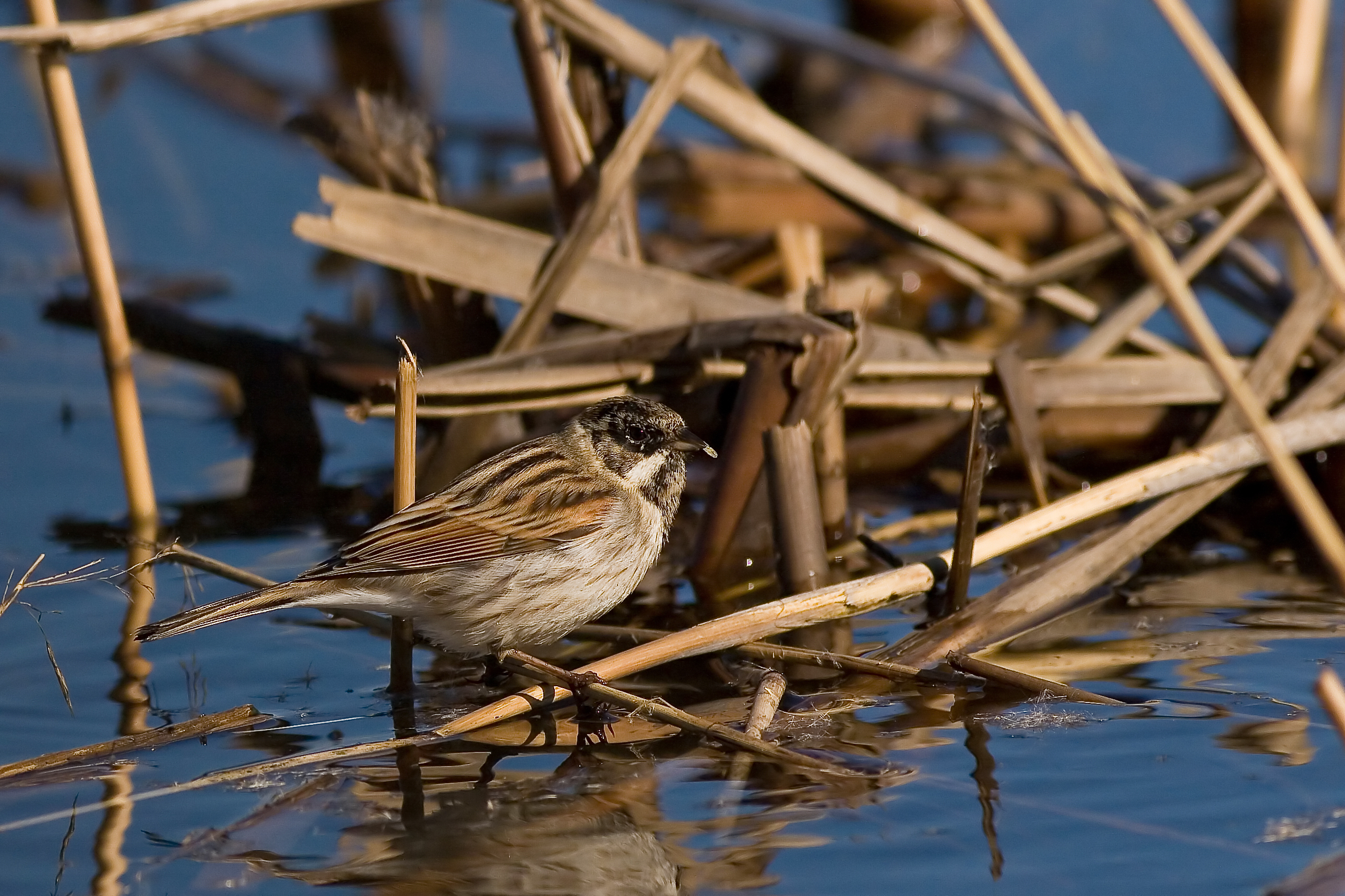
Repicatalons fotografiat a Finlàndia.

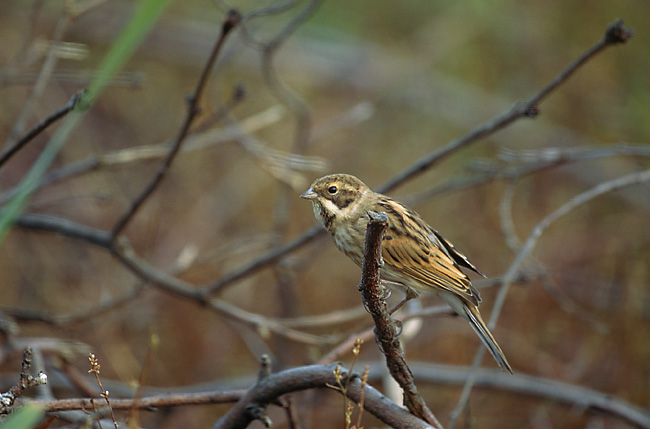
Repicatalons

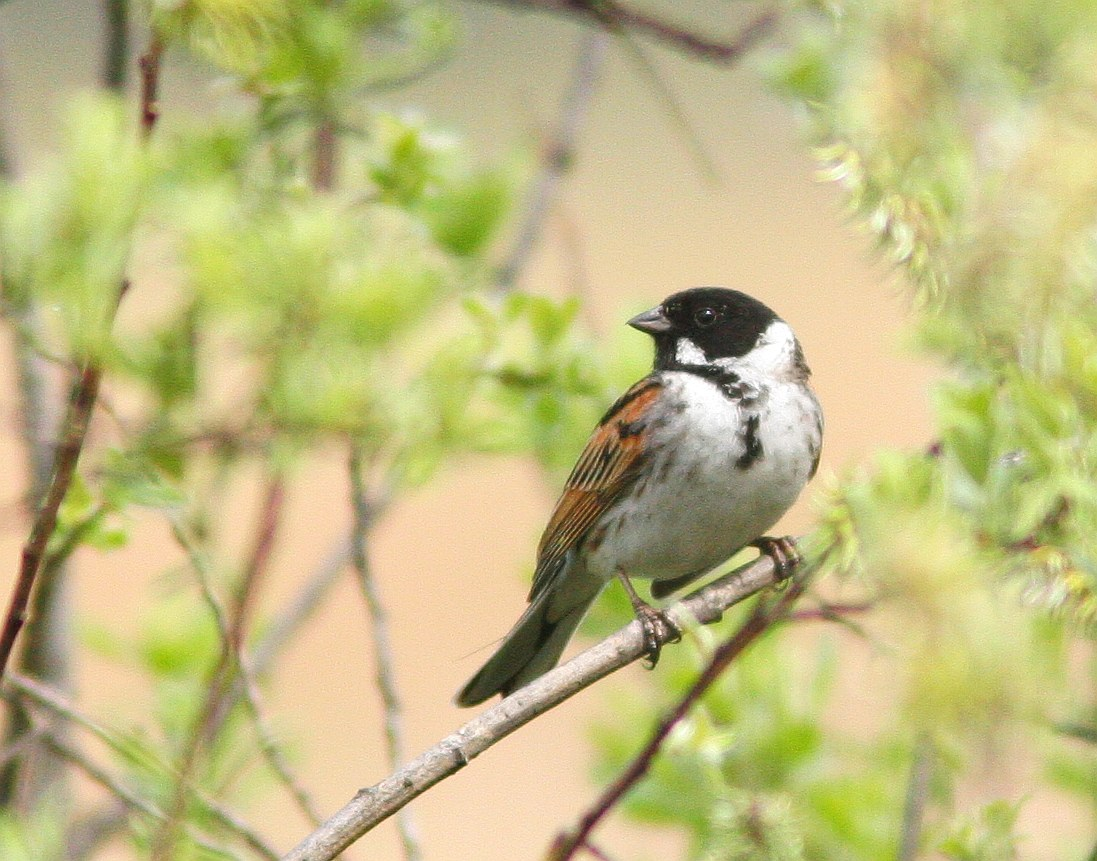
Repicatalons mascle fotografiat a Polònia.

El repicatalons (Emberiza schoeniclus) és un ocell de l'ordre dels passeriformes, comú i nidificant als Països Catalans.

## Noms populars
També s'anomena piula de canyers o piula, hortolà de canyet, hortolà de canyar gorrió de prat o gorrió foraster.

## Morfologia
- Fa 15 cm de llargària total.
- Color bru rogenc amb llistes negres a les parts superiors.
- El mascle té el cap i la gola negres, amb mig collar blanc al clatell que s'allarga fins als costats del bec, les parts inferiors blanquinoses i el carpó grisenc.
- La femella té les parts inferiors d'un color rogenc pàl·lid ratllat de bru i negre.
- El mascle, a l'hivern, perd les marques blanques i negres i és semblant a la femella.

## Taxonomia
La família d'ocells Emberizidae conté unes 300 espècies que mengen llavors, la majoria de les quals es troben a Amèrica, tot i que el gènere Emberiza, amb més de 40 membres, es limita al Vell Món. Dins del seu gènere, el repicatalons eurasiàtic està tan estretament relacionat amb el repicatalons de carpó bru i el sit de Pallas, que de vegades es classifiquen com al gènere Schoeniclus.
El naturalista suec Carl Linnaeus el va descriure l'any 1758 en la desena edició de la seva Systema Naturae amb el nom binomial Fringilla schoeniclus. Ara es troba en el gènere Emberiza que Linné havia introduït en la mateixa edició de la seva Systema Naturae. L'epítet específic «schoeniclus» prové del grec antic “skhoiniklos”, una paraula que els autors grecs utilitzaven per a un ocell no identificat. Linné va especificar la localitat tipus com a Europa, però això ara està restringit a Suècia. Es reconeixen dinou subespècies:
- E. s. lusitanica (Steinbacher, 1930) - nord-oest d'Espanya i Portugal.
- E. s. schoeniclus (Linnaeus, 1758) - oest, nord d'Europa fins a Rússia Europea.
- E. s. witherbyi (von Jordans, 1923) - Espanya (excepte el nord-oest), sud de França, Sardenya, illes Balears i Marroc.
- E. s. intermedia (Degland, 1849) - Itàlia i la costa adriàtica fins a Albània.
- E. s. pyrrhuloides (Pallas,1811) - de l'oest fins al sud-est del Kazakhstan.
- E. s. caspia (Ménétriés, 1832) - est de Turquia, el Caucas i nord d'Iran.
- E. s. centralasiae (Hartert, 1904) - oest de la Xina.
- E. s. harterti (Sushkin, 1906) - est del Kazakhstan al centre de Mongòlia i el nord-oest de la Xina.
- E. s. incognita (Zarudny, 1917) des del sud-est de Rússia europea al nord-oest, centre i nord-est del Kazakhstan.
- E. s. korejewi (Zarudny, 1907) sud-oest i est d'Iran i sud de Turkmenistan.
- E. s. pallidior (Hartert, 1904) - sud-oest de Sibèria i nord del Kazakhstan.
- E. s. parvirostris (Buturlin, 1910) - centre de Sibèria.
- E. s. passerina (Pallas, 1771) - nord-oest de Sibèria.
- E. s. pyrrhulina (Swinhoe, 1876) - des de Sibèria i Mongòlia fins a la península de Kamtxatka, illes Kuril, Japó i Xina.
- E. s. reiseri (Hartert, 1904) - sud-est d'Albània, nord-oest de Grècia, Macedònia i nord-est de Turquia.
- E. s. stresemanni (Steinbacher, 1930) - est d'Àustria, Hungria, nord de Sèrbia i nord-oest de Romania.
- E. s. tschusii (Reiser & Almásy, 1898) - Bulgària, Romania i la regió nord del Mar Negre.
- E. s. ukrainae (Zarudny, 1917) - Moldàvia i Ucraïna fins a Rússia europea.
- E. s. zaidamensis (Portenko, 1929) - centre oest de la Xina.

## Reproducció
Construeix el niu durant el mes d'abril, malgrat que es pot observar mantenint el territori al final del mes de febrer. Pot arribar a fer diverses postes a l'any en un niu construït entre el canyís o els joncs a poca alçada de terra. La posta consta de 5 o 6 ous.

## Alimentació
Menja granes, insectes, aranyes, larves i petits mol·luscs i crustacis.

## Hàbitat
Viu a les espessors dels aiguamolls i d'altres zones humides, ja que està lligat a les zones palustres (canyars, canyissars, jonqueres, etc.). A l'hivern augmenta la seua àrea de distribució i ocupa qualsevol lloc que tingui aigua a prop.

## Distribució geogràfica
Tot Europa i una gran part d'Àsia.

## Costums
- És un ocell sedentari.
- A l'hivern s'alimenta en petits grups que poden arribar a algunes desenes d'individus.
- El mascle acostuma a cantar des de la part alta dels canyets.
- De vegades forma grups mixtes amb altres espècies com passerells (Carduelis cannabina), verderols (Carduelis chloris), gorrions teuladers (Passer domesticus) i gorrions barraquers (Passer montanus).